# Ам Чонтіча
Ам Чонтіча (тай. แอ้ม ชลธิชา) або Ам Ноі (тай. แอ้มน้อย) — тайська співачка та відома акторка.

## Біографія

### Дитинство
Народилася 28 березня 2005 року в місті Чануман, Амнатчарен.

## Кар'єра
Почала співати з 9 років. 2021 році стала стажистом в компанії Phu Thai Records. Її дебютним сингли «Nong Ma Lar». Вона досягла успіху з піснями «The Promise At Chanuman» у 2022 році та зареєстрований на GMM Grammy.

## Дискографія
| Рік  | Назва                                              | Прим. |
| ---- | -------------------------------------------------- | ----- |
| 2022 | «Nong Ma Lar» (น้องมาลา)                            |       |
| 2022 | «Kham Sanya Thee Chanuman» (คำสัญญาที่ชานุมาน)         |       |
| 2022 | «Khor Phorn Thao Wessuwan» (ขอพรท้าวเวสสุวรรณวัดไร่ขิง) |       |
| 2023 | «Pha Daeng Khong Nong» (ผาแดงของน้อง)               |       |
| 2023 | «Tang Wai Ai Phoo Bao» (ตังหวายอายผู้บ่าว)             |       |
| 2023 | «Hor Khao Sao Barn Nok» (ห่อข้าวสาวบ้านนอก)           | [ 5 ] |